# DDR-Mannschaftsmeisterschaft im Schach 1963
Bei der DDR-Mannschaftsmeisterschaft im Schach 1963 holte sich der TSC Berlin den Titel zurück und gewann die DDR-Mannschaftsmeisterschaft zum vierten Male.
Gespielt wurde ein Rundenturnier, wobei jede Mannschaft gegen jede andere jeweils vier Mannschaftskämpfe an acht Brettern austrug, dem sogenannten Halb-Scheveninger System. Insgesamt waren es 60 Mannschaftskämpfe, also 480 Partien. Bei dem verkürzten Scheveninger System bilden die ersten vier Spieler jeder Mannschaft das Oberhaus und die zweiten vier das Unterhaus. Auf diese Weise besteht jedes Team praktisch aus zwei Mannschaften, deren Ergebnisse allerdings als Ganzes gewertet werden. Während die erste Halbzeit an Wochenenden ausgetragen wurde, fand die zweite Halbzeit (zehn Runden) zentral in Berlin vom 5. bis 12. Mai 1963 in der Werner-Seelenbinder-Halle statt.
Nach der ersten Halbzeit hatte Berlin I mit 51,5 Punkten vor SC Einheit Dresden (48 Punkte) geführt und konnte diesen Vorsprung bis ins Ziel retten.

## DDR-Mannschaftsmeisterschaft 1963

### Kreuztabelle der Oberliga (Rangliste)
|   | Verein             | 1    | 2    | 3    | 4    | 5    | 6    | Punkte |
| - | ------------------ | ---- | ---- | ---- | ---- | ---- | ---- | ------ |
| 1 | TSC Berlin I       |      | 18,0 | 14,5 | 20,0 | 20,0 | 25,0 | 97,5   |
| 2 | SC Chemie Halle    | 14,0 |      | 16,5 | 17,5 | 21,0 | 24,5 | 93,5   |
| 3 | SC Einheit Dresden | 17,5 | 15,5 |      | 17,5 | 20,5 | 22,5 | 93,5   |
| 4 | SC Leipzig         | 12,0 | 14,5 | 14,5 |      | 16,0 | 21,5 | 78,0   |
| 5 | TSC Berlin II      | 12,0 | 11,0 | 11,5 | 16,0 |      | 24,0 | 74,5   |
| 6 | Lok Berlin-Pankow  | 7,0  | 7,5  | 9,5  | 10,5 | 8,0  |      | 42,5   |

Ursprünglich war eine Tabelle veröffentlicht worden, bei der Dresden einen halben Punkt vor Halle auf Platz 2 lag. Spätere Kontrollen ergaben jedoch, dass ein einzelnes Partieergebnis falsch eingetragen war. Nach Korrektur ergibt sich die hier dargestellte Abschlusswertung, wobei Halle aufgrund des Sieges im direkten Vergleich vor Dresden landet.

### Die Meistermannschaft
| 1.            | TSC Berlin |
| Schachfiguren | Reinhart Fuchs, Werner Golz, Fritz Baumbach, Horst Handel, Hans Platz, Lothar Kollberg, Hartmut Badestein, Horst Rittner, Franz Stahl |

### DDR-Liga
| Platz | Verein                  | Punkte |
| ----- | ----------------------- | ------ |
| 1     | Wissenschaft Potsdam    | 69,0   |
| 2     | Lok Mitte Leipzig       | 64,0   |
| 3     | Aufbau Börde Magdeburg  | 58,5   |
| 3     | Einheit Rostock         | 58,5   |
| 5     | Wissenschaft Greifswald | 57,5   |
| 6     | SC Chemie Halle II      | 54,5   |
| 7     | Lok Dessau              | 46,0   |
| 8     | Wissenschaft Potsdam II | 40,0   |

| Platz | Verein                | Punkte |
| ----- | --------------------- | ------ |
| 1     | Motor Gotha           | 68,5   |
| 2     | SC Leipzig II         | 65,0   |
| 3     | SC Einheit Dresden II | 64,5   |
| 4     | Lok Greiz             | 55,5   |
| 5     | Lok Meißen            | 52,0   |
| 5     | Aufbau Dresden Mitte  | 52,0   |
| 7     | SC Chemie Halle III   | 45,5   |
| 8     | Motor Jena            | 45,0   |

Den Stichkampf der Staffelsieger um den Aufstieg in die Oberliga gewann Motor Gotha gegen Wissenschaft Potsdam in Bitterfeld mit 5:3 und 4:4.

### Aufstiegsspiele zur DDR-Liga
| Platz | Verein              | Punkte |
| ----- | ------------------- | ------ |
| 1     | Veritas Wittenberge | 14,5   |
| 2     | Chemie Köpenick     | 12,5   |
| 2     | Lok Waren-Rethwisch | 12,5   |
| 4     | Vorwärts Greifswald | 08,5   |

| Platz | Verein              | Punkte |
| ----- | ------------------- | ------ |
| 1     | Chemie Piesteritz   | 16,5   |
| 2     | Motor SO Magdeburg  | 14,5   |
| 3     | Traktor Niemegk     | 09,0   |
| 4     | Chemie Fürstenwalde | 08,0   |

| Platz | Verein               | Punkte |
| ----- | -------------------- | ------ |
| 1     | Aktivist Gölzau      | 13,0   |
| 2     | Aktivist Oelsnitz    | 12,5   |
| 2     | Aktivist Lauchhammer | 12,5   |
| 4     | Lok Dresden          | 10,0   |

| Platz | Verein                    | Punkte |
| ----- | ------------------------- | ------ |
| 1     | Motor Gohlis Nord Leipzig | 14,5   |
| 2     | Motor Gera                | 13,5   |
| 3     | Empor Erfurt              | 11,0   |
| 4     | Chemie Ilmenau            | 09,0   |

## DDR-Mannschaftsmeisterschaft der Frauen 1963

### DDR-Liga
Der Sieger der DDR-Liga erwarb das Startrecht gegen den Titelverteidiger SC Chemie Halle.
| Platz | Verein                   | Punkte |
| ----- | ------------------------ | ------ |
| 1     | Uni Wissenschaft Leipzig | 23,0   |
| 2     | Lok Erfurt               | 18,0   |
| 3     | Einheit Freiberg         | 15,0   |
| 4     | Lok Dresden              | 15,0   |
| 5     | Rotation Berlin          | 14,0   |
| 6     | Lok Cottbus              | 05,0   |

### Finalspiele der Meisterschaft
Die Endspiele zwischen Halle und Leipzig brachten keine Klarheit über den Meistertitel. Leipzig gewann im ersten Spiel mit 4:2. Im Rückspiel setzte sich Halle mit dem gleichen Ergebnis durch. Zwei weitere Aufeinandertreffen in größerem Abstand endeten jeweils 3:3 unentschieden. Nunmehr beantragten beide Mannschaften, keine weiteren Stichkämpfe anzusetzen. Diesem Antrag wurde entsprochen und beiden Teams der DDR-Meistertitel zuerkannt.

### Aufstiegsspiele
| Platz | Verein              | Punkte |
| ----- | ------------------- | ------ |
| 1     | Lok Erfurt II       | 16,5   |
| 2     | SC Chemie Halle II  | 14,0   |
| 3     | Lok Bad Kleinen     | 13,5   |
| 4     | Lok Werdau          | 07,0   |
| 5     | Aktivist Böhlen     | 06,0   |
| 6     | Lok Werdau (Jugend) | 03,0   |

## Jugendmeisterschaften
| männlich   | weiblich     |
| ---------- | ------------ |
| SC Leipzig | Chemie Halle |